# エリック・ベル
エリック・ロビン・ベル（Eric Robin Bell, 1947年9月3日 -　、北アイルランド・ベルファスト出身）は、北アイルランドのロックギタリスト。1970年代から1980年代にかけて人気を博したロック・バンド、シン・リジィの創設メンバーである。

## キャリア

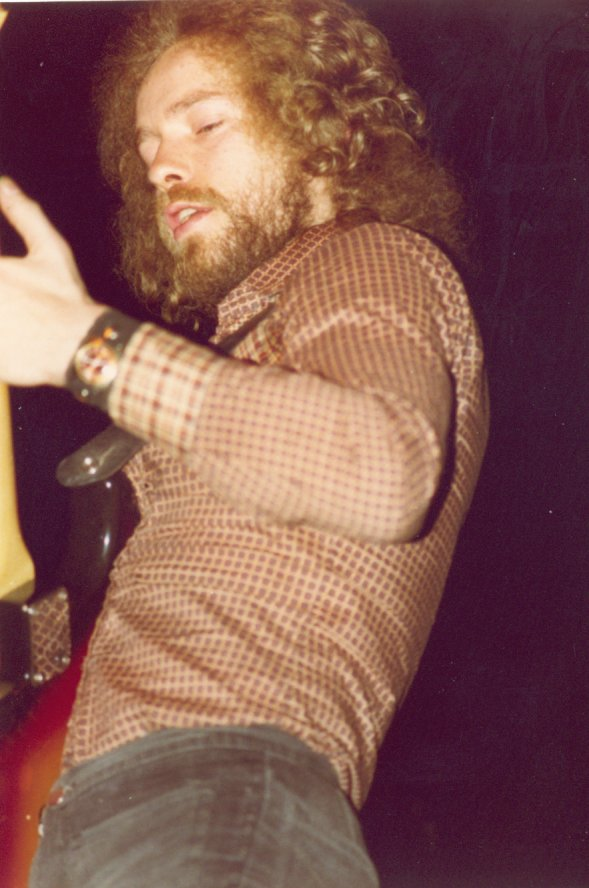
シン・リジィ時代 (1972年)

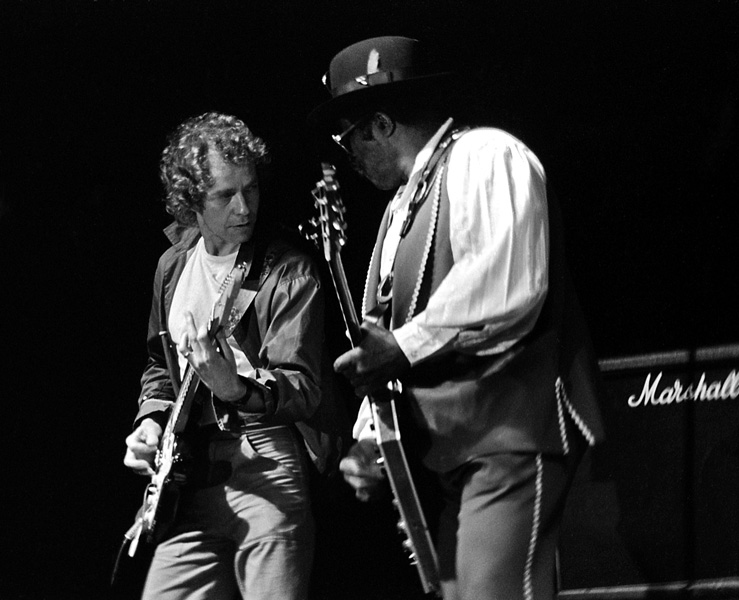
ボ・ディドリーと共演 (1984年)

ベルファスト周辺のローカル・グループで活動。1966年の9月、10月の2ヶ月間のみ、ヴァン・モリソン率いるゼムのメンバーだったこともある。1969年にフィル・ライノット、ブライアン・ダウニーとシン・リジィを結成。
シン・リジィのリード・ギタリストとして、シン・リジィ初期のアルバム3枚（『シン・リジィ』(Thin Lizzy)、『ブルー・オーファン』(Shades of a Blue Orphanage)、『西洋無頼』(Vagabonds of the Western World)）および、ヒット・シングル「ウィスキー・イン・ザ・ジャー」(Whiskey in the Jar) を残した。
しかし、シン・リジィの活動は上昇気流に乗っていたが、様々なプレッシャー（レコーディング、ツアー、ロック的なライフスタイル）が徐々にベルの精神を蝕んでいった。
1973年の大晦日のコンサートの最中、空中にギターを放り投げ、アンプを観客席に投げ込んで、嵐のようにステージを去った。彼は後に脱退に関して「未練はまったくなかった。自分は病気のため脱退せざるを得なかった」と述べた。彼の後任にはゲイリー・ムーアが抜擢された。1970年代中期には、ジミ・ヘンドリックスの元同僚ノエル・レディングとのプロジェクトで2枚のアルバムを発表した。
1980年、ジミ・ヘンドリックスに捧げた「ソング・フォー・ジミ」(Song for Jimi) のレコーディングにシン・リジィとともに参加。これは2002年2月にリリースされたシン・リジィのコンピレーション・アルバム『Vagabonds, Kings, Warriors, Angels』に収録された。
1983年にはシン・リジィのファイナル・ツアーに参加。また、この頃には「メインスクィーズ」というブルース・ロック・バンドでも活動し、同バンドは1984年、ボ・ディドリーのヨーロッパ・ツアーでバックを務めた。1990年代後半より、彼のグループ「エリック・ベル・バンド」での活動が中心となる。
2005年、ゲイリー・ムーアを中心にダブリンのポイント・シアターで開催されたフィル・ライノット追悼コンサート The Boy Is Back in Town に出演、「ウィスキー・イン・ザ・ジャー」を演奏した。この模様は One Night in Dublin: A Tribute to Phil Lynott というタイトルでDVDとしてリリースされた。

## ディスコグラフィ

### シン・リジィ
- 『シン・リジィ』 - Thin Lizzy (1971)
- 『ブルー・オーファン』 - Shades of a Blue Orphanage (1972)
- 『西洋無頼』 - Vagabonds of the Western World (1973)
- 『ラスト・ライヴ』 - Life (1983) ※1曲のみ参加

### エリック・ベル・バンド
- Live Tonite (1996)
- 『アイリッシュ・ボーイ』 - Irish Boy (1998)
- Live Tonite Plus (2001)
- A Blues Night in Dublin (2002)
- Lonely Nights in London (2010)
- Belfast Blues in a Jar (2012)

### ソロ・アルバム
- Exile (2015)
- Standing at a Bus Stop (2017)

### ノエル・レディング・バンド
- Clonakilty CowBoys (1975)
- Blowing (1976)
- The Missing Album (1994)

### メインスクィーズ
- Live at Ronnie Scott's Club (1983)
- Hey... Bo Diddley in Concert (1986)